# Длинноусые прямокрылые
Длинноусые прямокрылые (лат. Ensifera) — подотряд насекомых из отряда прямокрылых (Orthoptera).

## Описание
Представители подотряда отличаются длинными щетинковидными антеннами, превышающими длину тела насекомого. Орган слуха (если он есть) расположен на голенях первой пары ног. Яйцеклад обычно длинный, различается по внешнему виду у сверчковых (Grylloidea) и кузнечиковых (Tettigonioidea).
К этому подотряду относится ряд вредителей сельского хозяйства, например, медведки (Gryllotalpa).

## Систематика
Список надсемейств и основных семейств:
- Подотряд: длинноусые прямокрылые (Ensifera Ander, 1939)
  - †Инфраотряд: Elcanidea Handlirsch, 1906
    - †Надсемейство: Elcanoidea Handlirsch, 1906
      - †Семейство Elcanidae (триас — палеоцен)
      - †Семейство Permelcanidae (пермь — триас)

    - †Надсемейство: Permoraphidioidea Tillyard, 1932
      - †Семейство Permoraphidiidae † (пермь)
      - †Семейство Pseudelcanidae † (пермь)
      - †Семейство Thueringoedischiidae † (пермь)

  - Инфраотряд: Gryllidea Laicharding, 1781
    - Надсемейство: Grylloidea Laicharding, 1781
      - †Семейство: Baissogryllidae Gorochov, 1985
      - Семейство: Настоящие сверчки (Gryllidae Laicharding, 1781)
      - Семейство: Чешуйчатые сверчки (Mogoplistidae Brunner von Wattenwyl, 1873)
      - †Семейство: Phalangopsidae Blanchard, 1845
      - †Семейство: Protogryllidae Zeuner, 1937
      - †Семейство: Trigonidiidae Saussure, 1874

    - Надсемейство: Gryllotalpoidea Leach, 1815[3]
      - Семейство: Медведки (Gryllotalpidae Leach, 1815)
      - Семейство: Муравьелюбы (Myrmecophilidae Saussure, 1874)

  - Инфраотряд: Oedischiidea Handlirsch, 1906
    - †Надсемейство: Oedischioidea Handlirsch, 1906
    - †Надсемейство: Triassomanteoidea Tillyard, 1923
    - †Надсемейство: Xenopteroidea Riek, 1955

  - Инфраотряд: Schizodactylidea
    - Надсемейство: Schizodactyloidea Karny, 1927
      - Семейство: Schizodactylidae Karny, 1927

  - Инфраотряд: Stenopelmatidea
    - Надсемейство: Stenopelmatoidea Burmeister, 1838[4][5]
      - Семейство: Anostostomatidae Saussure, 1859
      - Семейство: Cooloolidae Rentz, 1980
      - Семейство: Gryllacrididae Blanchard, 1845
      - Семейство: Лжекузнечиковые (Stenopelmatidae Burmeister, 1838)

  - Инфраотряд: Tettigoniidea
    - Надсемейство: Hagloidea Handlirsch, 1906
      - †Семейство: Haglidae Handlirsch, 1906
      - Семейство: Prophalangopsidae Kirby, 1906

    - Надсемейство: Tettigonioidea Krauss, 1902
      - †Семейство: Haglotettigoniidae Gorochov, 1988
      - Семейство: Tettigoniidae Krauss, 1902

  - Incertae sedis
    - Надсемейство: Rhaphidophoroidea Walker, 1869
      - Семейство: Пещерные кузнечики (Rhaphidophoridae Walker, 1869)

  - Incertae sedis
    - †Семейство: Raphoglidae Béthoux, A. Nel, Lapeyrie, Gand & Galtier, 2002
    - †Семейство: Vitimiidae Sharov, 1968
    - †Надсемейство: Phasmomimoidea Sharov, 1968
      - †Семейство: Phasmomimidae Sharov, 1968[6]